# The Phantom President
The Phantom President is een Amerikaanse muziekfilm uit 1932 onder regie van Norman Taurog.

## Verhaal
De saaie bankier Theodore K. Blair stelt zich kandidaat voor het presidentschap. Zijn campagnemedewerkers ontdekken dat hij als twee druppels water lijkt op de charismatische verkoper Peeter J. Varney. Ze huren hem in om de plaats in te nemen van Blair tijdens de campagne. Varney slaagt erin om zowel de kiezers als de vriendin van Blair om de tuin te leiden. De campagnemedewerkers vinden al spoedig dat Varney naast zijn schoenen gaat lopen. Ze willen hem opzij schuiven voor de dag van de verkiezingen.

## Rolverdeling
| Acteur            | Personage                            |
| ----------------- | ------------------------------------ |
| George M. Cohan   | Theodore K. Blair / Peeter J. Varney |
| Claudette Colbert | Felicia Hammond                      |
| Jimmy Durante     | Curly Cooney                         |
| George Barbier    | Jim Ronkton                          |
| Sidney Toler      | Professor Aikenhead                  |
| Louise Mackintosh | Senator Sarah Scranton               |
| Jameson Thomas    | Jerrido                              |
| Julius McVicker   | Senator Melrose                      |